# Biedronka hieroglifka
Biedronka hieroglifka (Coccinella hieroglyphica) – gatunek chrząszcza z rodziny biedronkowatych.

## Taksonomia
Gatunek ten opisany został po raz pierwszy w 1758 roku przez Karola Linneusza w dziesiątym wydaniu Systema Naturae.

## Morfologia
Chrząszcz o krótkim, owalnym, silnie wypukłym ciele długości od 3,5 do 5 mm. Głowę ma czarną z parą żółtych plam przy oczach. Przedplecze jest czarne, co najwyżej jego przednie kąty mają żółtą barwę. Typowo pokrywy mają tło żółte do lekko różowawego z mniej lub bardziej wydłużonymi plamami barwy czarnej. Wzór jest jednak bardzo zmienny – plamy mogą się zlewać w rozgałęziające się wstęgi, a nawet cały osobnik może być czarny. Śródpiersie jest na przedzie niewcięte, a jego wyrostek ma parę niedochodzących do przedniej krawędzi żeberek. Epimery śródpiersia są ubarwione czarno. Odnóża są w całości czarne.

## Ekologia i występowanie
Gatunek ten jest aktywny od maja do późnej jesieni, przy czym najliczniej obserwuje się go w czerwcu. Preferuje śródleśne torfowiska, ale spotykany jest też na wilgotnych wrzosowiskach i polanach oraz bagnistych łąkach. Jego ofiarami padają mszyce żerujące na niskich sosnach, krzaczastych brzozach i olszach, a także bylinach i trawach. Zimowanie odbywa w martwej materii roślinnej pod sosnami i brzozami.
Owad o rozsiedleniu głównie eurosyberjskim, znany od północnej Hiszpanii po Sachalin, a także z Ameryki Północnej. W Polsce rzadko spotykany.

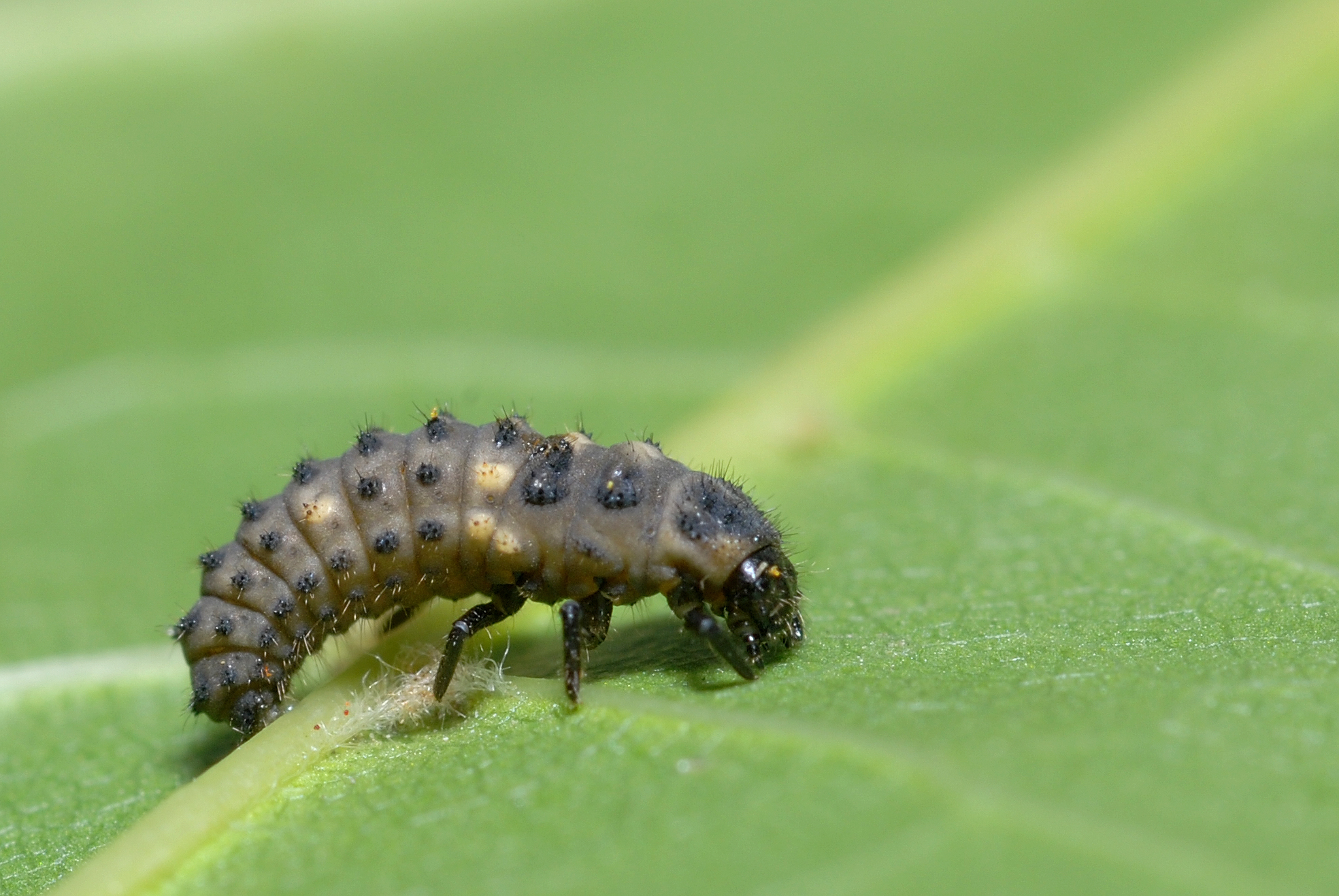
Larwa
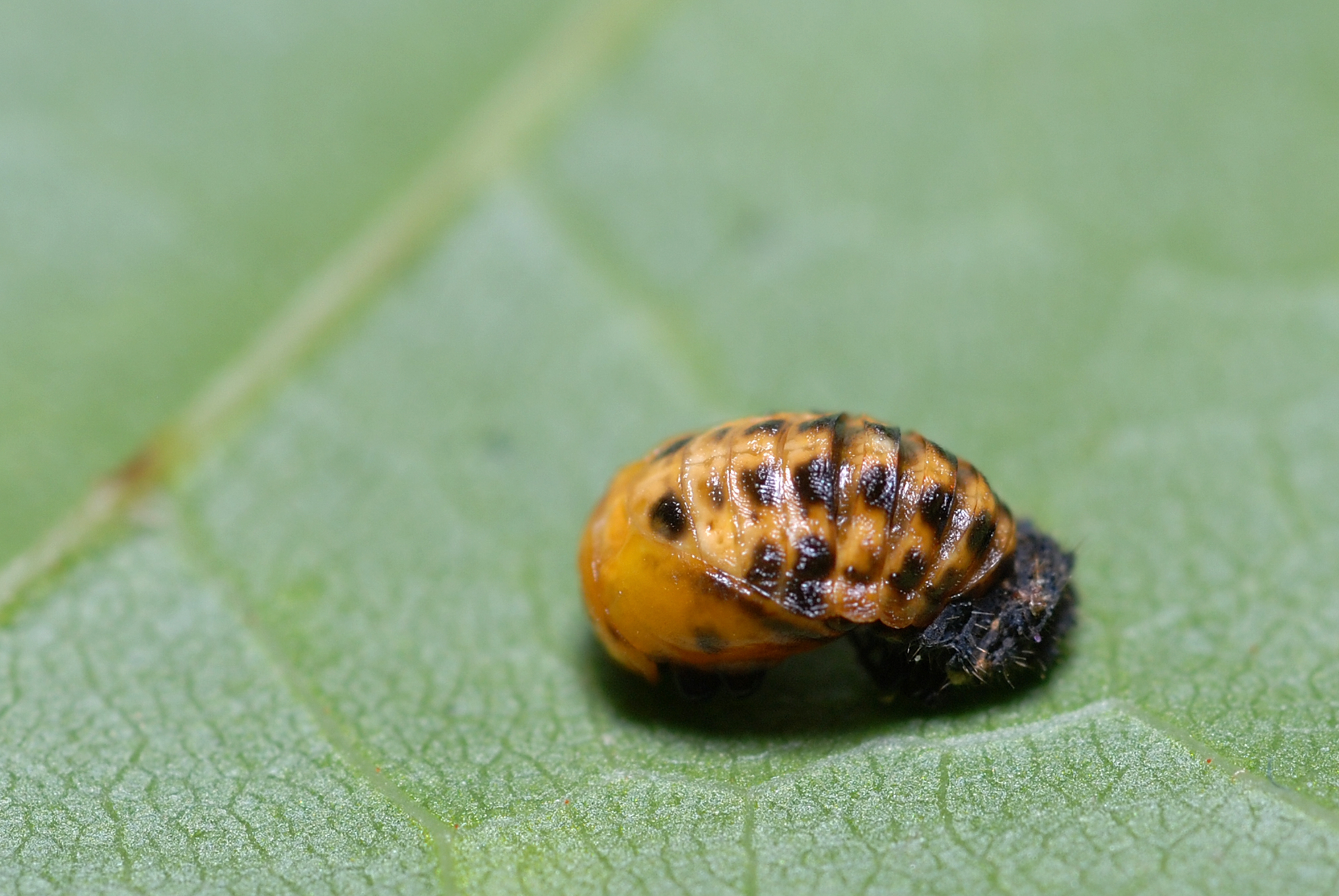
Poczwarka
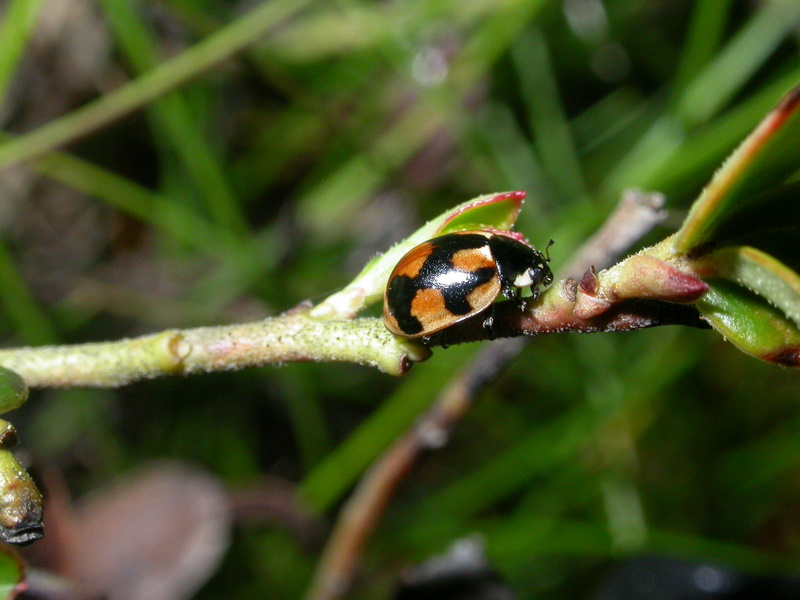
Imago
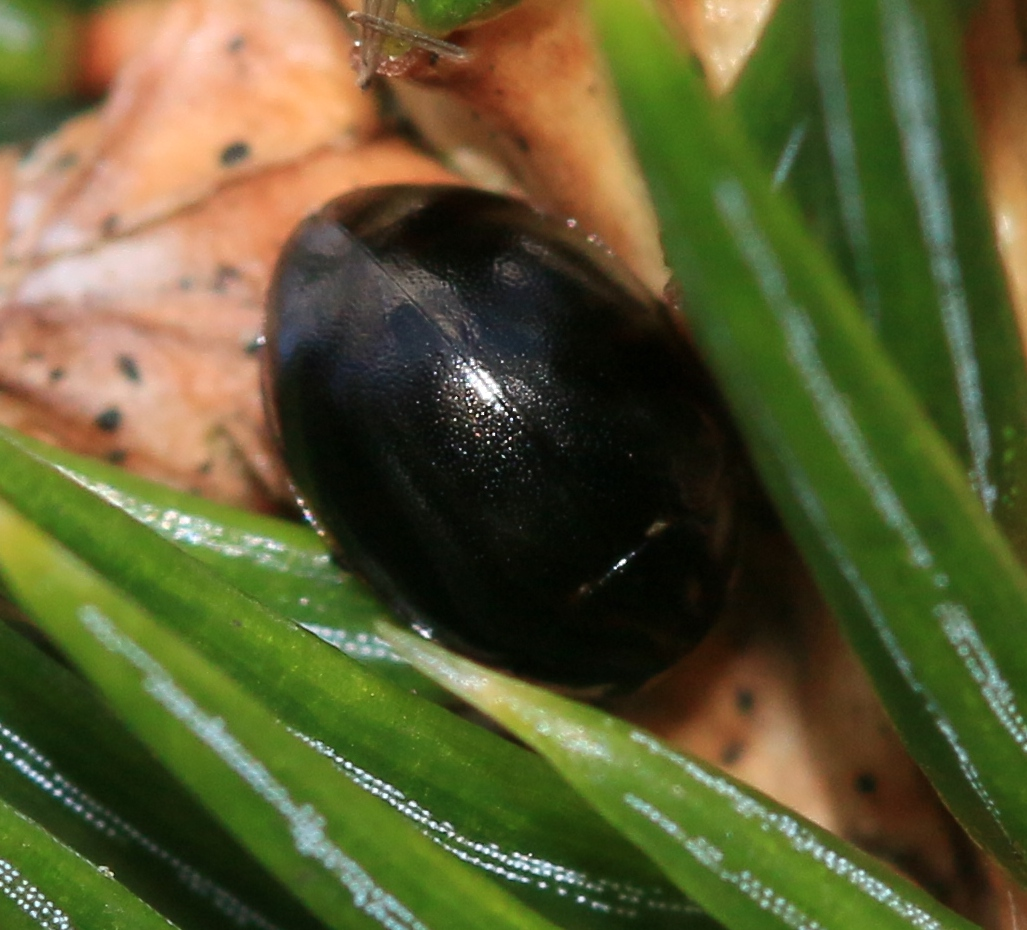
Imago formy czarnej